# Javier Calle
Javier Calle Estrada (Medellín, 29 aprile 1991) è un calciatore colombiano, centrocampista dell'El Farolito.

## Carriera

### Club
Inizia la carriera nelle giovanili dell'Independiente Medellín, facendo poi il suo esordio in prima squadra nel 2009.
Nel 2012 viene ceduto in prestito all'América de Cali e l'anno successivo al Jaguares de Córdoba, entrambe militanti in Categoría Primera B, la seconda divisione colombiana.
Il 6 febbraio 2015 viene annunciato il suo passaggio, sempre con la formula del prestito, al New York City, per l'intera stagione MLS 2015.

### Nazionale
Nel 2011 viene convocato nell'Under-20 per prendere parte al campionato mondiale di calcio Under-20.